# Udea poasalis
Udea poasalis is een vlinder uit de familie van de grasmotten (Crambidae), uit de onderfamilie van de Spilomelinae. De wetenschappelijke naam van deze soort is voor het eerst voorgesteld als Pionea poasalis door William Schaus in een publicatie uit 1912.
De spanwijdte bedraagt 25 millimeter.
De soort komt voor in Costa Rica.